# Marian Wojnarowski
Marian Wojnarowski (ur. 13 marca 1927 w Warszawie, zm. 27 grudnia 1999 tamże) – polski lekarz pediatra-nefrolog. Profesor doktor habilitowany nauk medycznych.

## Życiorys
Syn Henryka Lewenfisz-Wojnarowskiego i Teofili z domu Marianko. Od 1946 studiował na Wydziale Lekarskim Uniwersytetu Łódzkiego, po ukończeniu studiów w 1952 uzyskał stypendium Ministerstwa Zdrowia i wyjechał do Pragi, gdzie kontynuował naukę na Uniwersytecie Karola. Po uzyskaniu tam tytułu doktora wszech nauk lekarskich powrócił do kraju i rozpoczął pracę w kierowanej przez prof. Rajmunda Barańskiego I Klinice Pediatrycznej warszawskiej Akademii Medycznej, w 1955 otrzymał specjalizację z zakresu pediatrii I stopnia, a w 1959 II stopnia. W tym samym roku przedstawił rozprawę pt. „Przesączanie kłębkowe u dzieci” i uzyskał stopień doktora nauk medycznych, sześć lat później habilitował się na podstawie pracy „Czynność osmotyczna nerek u dzieci”. Od 1964 powołano Mariana Wojnarowskiego do Komisji Nefrologicznej przy Komitecie Nauk Klinicznych Wydziału Nauk Klinicznych Polskiej Akademii Nauk oraz do tworzonej Sekcji Nefrologicznej przy Towarzystwie Internistów Polskich. W 1967 należał do członków założycieli Europejskiego Towarzystwa Nefrologii Pediatrycznej, rok później został członkiem zarządu. Uzyskał stypendium Ministerstwa Zdrowia i przebywał w Klinice Pediatrycznej w Pecs, a następnie WHO w Paryżu, gdzie pracował w Ośrodku Badania Chorób Przemiany Materii u Dzieci pod kierunkiem prof. Pierre Royera. W 1974 przeniósł się do II Kliniki Ogólnopediatrycznej Instytutu Pediatrii, a 1 października 1980 otrzymał stanowisko kierownika Kliniki Chorób Zakaźnych, z dniem 30 września 1997 przeszedł w stan spoczynku.

## Dorobek naukowy
Dorobek naukowy prof. Mariana Wojnarowskiego obejmuje ok. 100 prac, większość z nich dotyczy nefrologii, a w szczególności fitopatologii nerek, gospodarki elektrolitowo-wodnej i kwasowo-zasadowej oraz patologii chorób nerek. Ustalił normy przesączania kłębuszkowego u dzieci, udowodnił, że dojrzewanie czynności filtracyjnej u dzieci zachodzi w pierwszym i drugim roku życia, ale brak dojrzałości nie powoduje niewydolności nerek mimo ograniczonych zdolności osmotycznych. Pracował również nad metodami leczenia zespołu nerczycowego u dzieci, a także korelacją kliniczno-morfologiczną kłębuszkowych zapaleń nerek.